# Гречи (Италия)
 Тази статия е за селото в Южна Италия.  За селото в Румъния вижте Гречи.  
Грѐчи (на италиански: Greci, арбърешки: Katundi, Катунди) е село и община в Южна Италия, провинция Авелино, регион Кампания. Разположено е на 821 m надморска височина. Населението на общината е 716 души (към 2013 г.).
В това село живее албанско общество, наречено арбъреши. Те са се заселили в този район между XV и XVIII век като бежанци от османското владичество. Село Гречи е единствената община в регион Кампания, която е част от етнографическия район Арберия.